# Ana Pirc
Ana Pirc - s. Ksaverija, slovenska misijonarka, učiteljica, umetnica, * 23. julij 1894, Borovnica, † 7. februar 1987, Bangkok.
Večino svojega redovniškega življenja je preživela na Tajskem, kjer je soustanovila uršulinsko šolo.

## Življenje
Rodila se je očetu Avgustu, ki je bil nadučitelj, in mami Ani (rojena Verbič). Bila je prva od štirih otrok. Imela je srečno otroštvo, starši so ji nudili topel in skrben dom. Po osnovni šoli so jo starši poslali na šolanje v škofjeloški uršulinski samostan. 1909 se je vpisala na državno učiteljišče v Ljubljani, kamor so se takrat z družino tudi preselili. Ana se je v tistem času zanimala tudi za glasbo in umetnost. Nekaj časa se je tudi učila slikanja v zasebni šoli Riharda Jakopiča. Šolo je dokončala 1913, dve leti kasneje pa je jeseni sprejela službo učiteljice v belokranjskem Gradcu, vendar kmalu vstopila v samostan.
1. septembra 1916 se je v uršulinskem samostanu v Škofji Loki začela pripravljati na redovni poklic. Med sestre je bila sprejeta 9. aprila 1917. Izbrala si je novo ime, in sicer po misijonarju sv. Frančišku Ksaveriju, in postala sestra Ksaverija. Njeno ime je nakazovalo željo po delu v misijonih. 1920 je v Ljubljani z odličnim uspehom opravila izpit za poučevanje na meščanski šoli, tam je potem nekaj časa poučevala matematiko in risanje. Željo po misijonu sporočila vrhovni predstojnici Rimske unije uršulink v Rimu.  Skupaj s prijateljico sestro Rafaelo poslali v Bangkok, kjer naj bi pomagala pri ustanovitvi šole za dekleta vendar so jo kmalu poslali v Šantou na Kitajskem. Tam je ostala in poučevala osem let. Potem se je vrnila v Bangkok in s sestro Rafaelo vodila šolo za dekleta. Ustanova je obsegala otroški vrtec, več osnovnih šol, srednjo šolo in dva letnika visoke šole. Tukaj je preživela 25 let. Poučevala je matematiko, fiziko, risanje, glasbo in angleščino. V času svojega bivanja tam se je naučila tudi tajskega in kitajskega jezika. Od leta 1958 je nekaj časa vodila podobno ustanovo na severu Tajske v Čang Maju. Konec 60. let se je vrnila v Bangkok, kjer je ostala do smrti. Njeni učenci so bili mnogi poznejši tajski politiki in kulturniki. 16. januarja 1987 je prejela tajsko državno priznanje za posebne zasluge za razvoj šolstva. Uglasbila je vrsto tajskih cerkvenih pesmi, prosti čas je porabila za slikanje. Slikala je z oljem na platno in les, njene slike še danes visijo v uršulinskih samostanih pa tudi v zasebnih hišah.
Stike z domovino je gojila preko objav o svojem misijonskem delovanju v revijah Katoliški misijoni, v njem je imela stalno rubriko preko katere je poskušala vzbuditi zanimanje za misijone tudi pri drugih. Leta 1969 so njeni spomini izšli v obliki knjige. Njena pisma so bila redno objavljena v Družini in reviji Ognjišče. V rednih stikih je bila tudi s svojim matičnim samostanom v Škofji Loki. Domov se je vrnila samo leta 1969 in 1977.  Pokopana je v Bangkoku.